# Paràlisi facial
La paràlisi facial és una paràlisi que afecta el nervi facial. La més freqüent (3/4 part dels casos) és la paràlisi de Bell, de causa desconeguda que només es pot diagnosticar per exclusió de causes greus identificables.

## Etiologia
- Central.
- Perifèrica
  - Primària o idiopàtica, correspon a la paràlisi de Bell.
  - Secundària o de causa detectable: infeccions, tumors, traumatismes. 1/4 part dels casos.